# John S. Clark
Pour les articles homonymes, voir John Clark (homonymie) et Clark.
John S. Clark est un entomologiste australien, né le 21 mars 1885 à Glasgow et mort le 1er juin 1956 à Mooroolbark.
Après son arrivée en Australie, il travaille pour la compagnie des chemins de fer du Queensland. Il entre comme assistant entomologiste au département d’agriculture de l’Australie-Occidentale le 1er octobre 1920. Il devient entomologiste en 1926 au Muséum national de Melbourne. Il récolte des spécimens dans diverses régions de l’Australie et se spécialise dans les fourmis et les insectes d’importance économique.

## Source
- Anthony Musgrave (1932). Bibliography of Australian Entomology, 1775-1930, with biographical notes on authors and collectors, Royal Zoological Society of New South Wales (Sydney) : viii + 380.
- Notices d'autorité :   - VIAF
  - ISNI
  - IdRef
  - Pays-Bas